# Adil Hussain
Adil Hussain (assamese: আদিল হুছেইন, en bengalí: আদিল হুসেইন, en hindi: आदिल हुसैन, pronunciado [ʕaːdɪl ħuˈseːn], nacido el 5 de octubre de 1963) es un actor indio de teatro, televisión y cine del estado de Assam, que trabaja en el conglomerado de Bollywood, así como en el cine internacional. Ha trabajado en películas como The Reluctant Fundamentalist y La vida de Pi (ambos de 2012) y recibió el Premio Especial del Jurado en los National Film Awards de 2017.

## Biografía
Nacido y educado en Goalpara, Assam, donde su padre era maestro, Hussain era el más joven de siete hijos. Hussain actuó en obras de teatro en su escuela. Se fue de su casa a la edad de 18 años para estudiar Filosofía en B. Borooah College, Guwahati. Comenzó a actuar en obras de teatro de la universidad y actuar como comediante de stand-up. También imitó a actores populares de Bollywood entre las actuaciones de un grupo de comediante local, el Grupo Bhaya Mama. Trabajó como comediante stand-up durante seis años, se unió a un teatro móvil y también hizo un poco de cine local, antes de mudarse a Delhi, donde estudió en la Escuela Nacional de Drama (1990-1993). También estudió en el Drama Studio London con una beca de Charles Wallace India Trust.